# Aït Ouchène
 (juin 2015).
Si vous disposez d'ouvrages ou d'articles de référence ou si vous connaissez des sites web de qualité traitant du thème abordé ici, merci de compléter l'article en donnant les références utiles à sa vérifiabilité et en les liant à la section « Notes et références ».

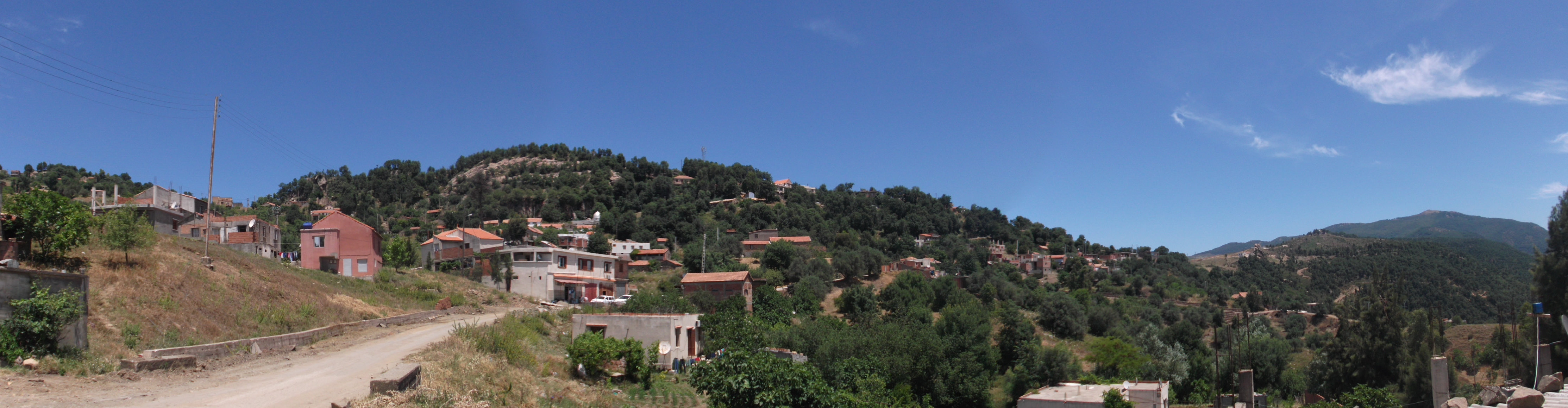
Ciel d'Aït Ouchène.

Aït Ouchène ou Ath uccen est un village du Arch (tribu) des Aït Djennad en Grande Kabylie, situé dans la commune d’Aghribs, daïra d'Azeffoun, dans la wilaya de Tizi Ouzou en Algérie.

## Localisation
Aït Ouchène est un village kabyle au pied du massif du Djurdjura, et au bord de la Mer Méditerranée. Il est bordé au sud par le village de Tamassit, au nord par Ibskriene (Ivsekriyen) et Cheurfa Bourzik, à l'est par Agraradj (Agraraj) et la forêt de Tamgout et à l'ouest par les villages d'Imkhlef (Imexlef) et de Tazrouth (Tazrutt).

## Transports
Le village est desservi par la route nationale N°73 (RN73) qui relie Freha à Azeffoun via Aghribs ou par la RN71 qui relie Azazga à Iflissen via Aghribs toujours. Pour y accéder, on emprunte une route via les hauteurs d’Aghribs, au lieu-dit Srraqa.

## Les tribus qui composent le village
Il y a cinq tribus respectives qui constituent le village d’Aït Ouchène :
- Thighilt
- Taouint
- Aït Waârab (Ath Waârav)
- Boudjelil (Vujlil)
- Aït Mhand Aouchen

## Population et société

### Sport
- Tournoi de football au stade de Thiliwa

### Manifestations culturelles et festivités
- La fête annuelle de Taachourt à Ighil lekhmis.
- Des galas artistiques.

### Autres
- Recueillement à la mémoire des martyrs de la région, au cimetière des Moudjahidines.

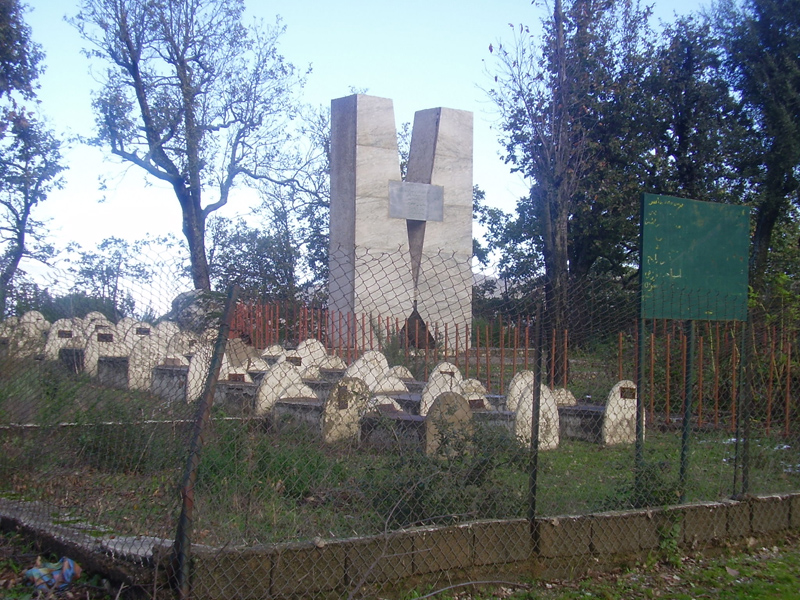
Cimetière des Moudjehidine d'Aït Ouchène

## Personnalités liées à Aït Ouchène
- Le compositeur Mohand Iguerbouchène y est né en 1907.